# Najstarsza Synagoga w Pile
Najstarsza Synagoga w Pile – została zbudowana wkrótce po wielkim pożarze miasta w 1626, na terenie nowo wytyczonej dzielnicy żydowskiej. 

## Historia
Usytuowano ją w połowie rzędu domów pośrodku ówczesnego Rynku Żydowskiego (obecnie południowa część al. Piastów). Na jej wzniesienie zezwoliła ówczesna królowa Polski Konstancja Habsburżanka. Nakazała ona, aby wzniesiona z drewna bożnica nie była wyższa od sąsiednich budynków. Synagoga została zdewastowana 24 kwietnia 1655 przez żołnierzy szwedzkich, którzy także zniszczyli znajdujące się w niej święte księgi i zwój z Torą. Po spaleniu w 1709 roku została odbudowana. Wyremontowana bożnica dotrwała do pożaru w 1834 roku. Wkrótce potem na jej miejscu zbudowano nową synagogę.